# Мёнхак (станция метро)
«Мёнхак» (кор. 명학역) — наземная станция Сеульского метро на Первой (Линия Кёнбусон). На станции установлены платформенные раздвижные двери.
Она представлена двумя островными платформами. Станция обслуживается Корейской национальной железнодорожной корпорацией (Korail). Расположена в квартале Анян-7-дон района Манан города Анян (провинция Кёнгидо, Республика Корея).
На Первой линии поезда Кёнбусон красный экспресс (GB: Gyeongbu red express. A «Йонсан» — «Чонан» и С «Йондынпхо» — «Пёнчом») и Кёнбусон зелёный экспресс (SC: Gyeongbu green express), Кёнвон экспресс (GWː Gyeongwon) и Кёнкин экспресс (GI: Gyeongin) не обслуживают станцию.
Пассажиропоток — на 1-й линии 21 541 чел/день (2013).